# 小花阔蕊兰
小花阔蕊兰（学名：Peristylus affinis），为兰科阔蕊兰属下的一个植物种。